# Djègbè (Zou)
Djègbè è un arrondissement del Benin situato nella città di Abomey (dipartimento di Zou) con 22.109 abitanti (dato 2006).